# Paulo Moreira
Paulo Roberto Moreira da Costa (Salvador, 29 de abril de 1969) é um ex-voleibolista indoor brasileiro, que atuou como atleta  de voleibol de praia conquistando a medalha de bronze na primeira edição do Campeonato Mundial de Vôlei de Praia em 1997 nos Estados Unidos,  além de disputar as edições de 1999 na França e também na em 2001 na Áustria; foi vice-campeão do Circuito Mundial na temporada 1992-93 e bronze na temporada de 1997.Passou a atuar com treinador de vôlei de praia na Federação Italiana de Voleibol.

## Carreira
Paulão iniciou no voleibol indoor em 1984 e a partir de 1989 passou a atuar exclusivamente no vôlei de praia e formou dupla com Paulo Emílio Silva juntos disputaram a etapa do Aberto do Rio de Janeiro em 1990 finalizando na décima quinta colocação.
Atuando com Paulo Emílio, tornou-se a primeira dupla campeã do Circuito Brasileiro Banco do Brasil em 1991, época que era disputado apenas pelo gênero masculino e com cinco etapas: Fortaleza, Natal, João Pessoa, Recife e Salvador, e neste circuito conquistaram o título da etapa de Natal,e neste mesmo ano foram campeões do Circuito Sul-Americano de Vôlei de Praia.Juntos também competiram pelo Circuito Mundial de 1991-92, ocasião da conquista do vice-campeonato da etapa do Rio de Janeiro.
Pelo Circuito Brasileiro de 1992 conquistou o título da etapa de Niterói  com Paulo Emílio e ao lado deste disputou quatro etapas do Circuito Mundial 1992-93, com os seguintes resultados: nono lugar no Aberto do Rio de Janeiro, sétimo lugar no Aberto de Almeria e foram campeões nos Abertos de Lignano e Enoshima, foram os vice-campeões da temporada.
Retornou a competir no Circuito Mundial na jornada 1994-95 ao lado de Roberto Lopes da Costa, sagrando-se campeão no Aberto de Enoshima e Carolina (Porto Rico) e voltou a jogar com Paulo Emílio no Aberto do Rio de Janeiro, quando finalizaram na décima sétima posição.
No Circuito Brasileiro de 1994 jogou com Clésio Prado na praia de Praia de Camburi etapa de Vitória  e com Paulo Emílio obteve o título na etapa de Salvador e na etapa final de Santos foram vice-campeões e ficaram com terceiro lugar geral do Circuito Brasileiro correspondente.
Antes de reatar a parceria com Paulo Emílio, jogou um período ao lado de Everaldo Filho, época que praticamente revelou seu primo Ricardo Alex Santos.Ao lado de Paulo Emílio competiu nas etapas do Circuito Mundial 1995-96 e ocuparam a trigésima terceira posição nos Abertos de Berlim, Ostende e Fortaleza,  também encerram na vigésima quinta colocação no Aberto do Rio de Janeiro, nono lugar nos Abertos de Marbella, Hermosa e Tenerife, sétima posição no Aberto de La Baule, quarta colocação nos Abertos de Marseille, Espinho e Cidade do Cabo, mas obtiveram o título do Aberto de Lignano.
Novamente jogou ao lado de Paulo Emílio e conquistou os títulos das etapas  do Circuito Brasileiro Banco do Brasil de 1995 em Campo Grande,  em Brasília , no geral conquistaram o segundo lugar de todo circuito; e foi mais uma vez campeão no Circuito Sul-Americano de 1995.
Com a mesma formação de dupla, ou seja, com Paulo Emílio, participou das etapas do Circuito Mundial de 1996, e alcançou: a trigésima terceira posição na Série Mundial de Marbella, a nona colocação nas Séries Mundiais de Hermosa, Marseille, Tenerife e Jacarta, a sétimo colocação na Série Mundial de Berlim e no Grand Slam de Espinho, o quinto lugar nas Séries Mundiais de Alanya e Fortaleza, a quarta posição na Série Mundial de Lignano e no Grand Slam de Pornichet, e o  título da Série Mundial de João Pessoa .Ainda nesta temporada conquistou com  Paulo Emílio pelo Circuito Banco do Brasil de 1996: o título das etapas de Recife e também na etapa de Brasília, ao final  da edição ontiveram o título geral do Circuito Brasileiro Banco do Brasil de 1996.Foi o primeiro Rei da Praia em 1996, torneio organizado na época pelo COB.
Ainda ao lado de Paulo Emílio disputou o Circuito Mundial de 1997 e finalizaram: na nona posição nos Grand Slams do Rio de Janeiro e Espinho, mesmo posto obtido nos Abertos de Marseille e Lignano, também na quinta posição nos Abertos de Fortaleza e Tenerife, no quarto lugar no Aberto de Berlim, e disputaram a primeira edição do Campeonato Mundial de Vôlei de Praia de 1997 em Los Angeles, conquistando a medalha de bronze, mesma colocação alcançada nos Abertos de Ostende e Klagenfurt, além do título do Aberto de Alanya, finalizaram com o bronze na classificação geral.
Em 1998 iniciou com Paulo Emílio o Circuito Mundial e obteve o décimo sétimo lugar no Aberto de Lignano, o nono lugar nos Abertos de Toronto e Ostende, o sétimo lugar nos Abertos de Berlim e Espinho, o quinto lugar no Aberto de Moscou, a quarta colocação nos Abertos de Klagenfurt e Marseille e o vice-campeonato  no Aberto de Mar del Plata e conquistaram mais um título do Circuito Sul-Americano em 1998 ;ainda pelo circuito mundial disputou duas etapas com Jan Ferreira conquistando em ambas com a décima sétima colocação, obtidas nos Abertos de Alanya e Tenerife, e com Murilo Toscano finalizou na trigésima terceira colocação no Aberto de Vitória.
No Circuito Brasileiro Banco do Brasil de 1998 desfez a parceria com Paulo Emílio.Disputou a etapa Challenger em Cagliari, válida pelo Circuito Mundial de 1999, na qual terminou em quinto lugar ao lado de Rodrigo Pietraroia, alcançaram também o quinquagésimo sétimo lugar no Aberto de Klagenfurt e na quadragésima primeira colocação no Campeonato Mundial de Vôlei de praia  de 1999 em Marseille, França, e ainda disputou o Aberto de Vitória com Marcelo Carvalhaes“Big” encerrando na trigésima terceira colocação.
No ano de 2000 formou parceria com Jefferson Bellaguarda no Circuito Mundial, alcançando a trigésima terceira no Aberto de Lignano, a décima sétima colocação no Aberto de Tenerife, a nona posição no Aberto de Marseille, quinta posição no Aberto de Espinho, quarta colocação no Aberto de Vitória, terceira posição no Aberto de Klagenfurt e  o vice-campeonato no Challenger de Xylokastro.Com Jefferson Bellaguarda (“Bella”) disputou etapas do Circuito Brasileiro de 2000, e juntos disputaram uma vaga para as semifinais da etapa de Porto Alegre, mas conquistaram  o vice-campeonato na etapa de Brasília, também disputaram a etapa de Vitória, disputaram a etapa de Vitória e ficaram com o vice-campeonato e no geral finalizaram na quarta colocação do circuito.
Permaneceu jogando com Bella nas etapas do Circuito Mundial de 2001, ocupou a trigésima terceira posição nos Abertos de Tenerife, Stavanger, Ostende e Vitória, esta também foi a colocação da dupla na edição do Campeonato Mundial de Vôlei de Praia de 2001, realizado Klagenfurt, Áustria, ainda obtiveram a décima sétima colocação nos Abertos de Gstaad, Espinho e Mallorca, e também o décimo terceiro lugar no Aberto de Lignano, e os nonos lugares n Aberto de Berlim e no Grand Slam de Marseille.
Com Bellaguarda também disputou etapas do Circuito Banco do Brasil de 2001.Retomou a parceria com Paulão, disputaram cinco etapas do Circuito Mundial de 2002, quando finalizaram: na quinquagésima sétima colocação nos Abertos de Stavanger e Cádis, o quadragésimo primeiro posto nos Abertos de Berlim e Gstadd, tendo como melhor resultado o quinto lugar no Aberto de Fortaleza.Também disputaram a etapa de Campos dos Goitacazes do Circuito Sul-Americano de Vôlei de Praia de 2002, na  arena da Praia do Farol de São Tomé.
Competiu com seu parceiro com Paulo Emílio  no Circuito Mundial de 2003, ocasião que obteve os resultados: décimo sétimo lugar no Aberto de Gstaad e o nono lugar no Grand Slam de Berlim, e também não conseguiram classificação nos Abertos de Stavanger e Rodes.Ainda em 2003 atuando com Paulão conquistou a qualificação para edição dos Jogos Pan-Americanos de Santo Domingo, na República Dominicana e as vésperas da referida edição machucou o ombro e não pode competir, sendo substituído por com Luizão.
No ano de 2004 formou dupla com Valério“Parazinho” e conquistaram a vaga via qualifying para a chave principal da etapa de Maceió pelo Circuito Banco do Brasil, disputaram a etapa do Rio de Janeiro, na praia de Copacabana.
Continuou com a formação de dupla ao lado de Parazinho e disputaram o qualifying para etapa de Londrina,competiram na etapa de Florianópolis, e foi no Clube Gaúcho de Santo Ângelo que fez sua última partida da carreira ao lado de Matheus Vier.
Formado pela UCSAL e também pela UCS, Paulão passou a trabalhar na área de formação, Educação Física, sendo Personal Trainer  na cidade de Roma e Região, Itália, no período de 2009 a 2011.Com a proximidade dos Jogos Olímpicos de Londres de 2012, foi convidado em 2011 para ser Técnico pela Federação Italiana de Voleibol (FIPAV), após ter iniciado treinando um clube do voleibol indoor; casado com Roberta e pai de cinco filhos,  treinou as duplas que disputaram a Olimpíada de Londres, Daniele Lupo e Paolo Nicolai e vice-campeonato no Grand Slam de Pequim e em etapas do Circuito Mundial e Campeonato Mundial desde que assumiu; além da dupla Matteo Ingrosso e Paolo Ingrosso.
E dando prosseguimento na carreira da Seleção Italiana de Vôlei de Praia, também contribuiu na participação das duplas italianas nos Jogos Olímpicos de 2016 no Rio de Janeiro, Alex Ranghieri  e Adrian Carambula, o bom desempenho das duplas nos jogos chamaram atenção  e foram eliminados nas oitavas de final pela outra dupla italiana que foi até a final olímpica.

## Títulos e resultados
- Etapa do Aberto de Alanya:1997[2]
- Etapa da Série Mundial de João Pessoa:1996[2]
- Etapa do Rio de Janeiro:1992-93[2],1994-95[2]
- Etapa do Carolina (Porto Rico)  do Rio de Janeiro: 1994-95[2]
- Etapa do Lignano do Rio de Janeiro:1992-93[2],1995-96[2]
- Etapa do Challenger de Xylokastro:2000[2]
- Etapa do Aberto de Mar del Plata:1998[2]
- Etapa do Aberto do Rio de Janeiro:1991-92[2]
- Etapa do Aberto de Klagenfurt:2000[2]
- Etapa do Aberto de Ostende:1997[2]
- Etapa do Aberto de Berlim:1997[2]
- Etapa do Aberto de Klagenfurt:1997[2]
- Etapa do Aberto de Vitória:2000[2]
- Etapa do Aberto de Klagenfurt:1998[2]
- Etapa da Série Mundial de Lignano:1996[2]
- Etapa do Grand Slam de Pornichet:1996[2]
- Etapa do Aberto da Cidade do Cabo:1995-96[2]
- Etapa do Aberto de Marseille:1995-96[2], 1998[2]
- Etapa do Aberto de Espinho:1995-96[2]
- Circuito Sul-Americano de Voleibol de Praia:1991[1],1995[1]
- Etapa de Campos dos Goitacazes do Circuito Sul-Americano de Vôlei de Praia:2002[50]
- Circuito Brasileiro Banco do Brasil:1991[1],1996[1]
- Circuito Brasileiro Banco do Brasil:1995[23]
- Circuito Brasileiro Banco do Brasil:1994[15]
- Circuito Brasileiro Banco do Brasil:2000[44]
- Etapa de Recife do Circuito Brasileiro Banco do Brasil: 1996[26]
- Etapa de Campo Grande do Circuito Brasileiro Banco do Brasil:1995[19]
- Etapa de Brasília do Circuito Brasileiro Banco do Brasil:1995[22],1996[22]
- Etapa de Salvador do Circuito Brasileiro Banco do Brasil:1994[13]
- Etapa de Niterói do Circuito Brasileiro Banco do Brasil:1992[9]
- Etapa de Natal do Circuito Brasileiro Banco do Brasil:1991[7]
- Etapa de Vitória do Circuito Brasileiro Banco do Brasil:2000[42]
- Etapa de Brasília do Circuito Brasileiro Banco do Brasil:2000[37]
- Etapa de Santos do Circuito Brasileiro Banco do Brasil:1994[14]

## Premiações individuais
- Rei da Praia de 1996[1]